# Penis

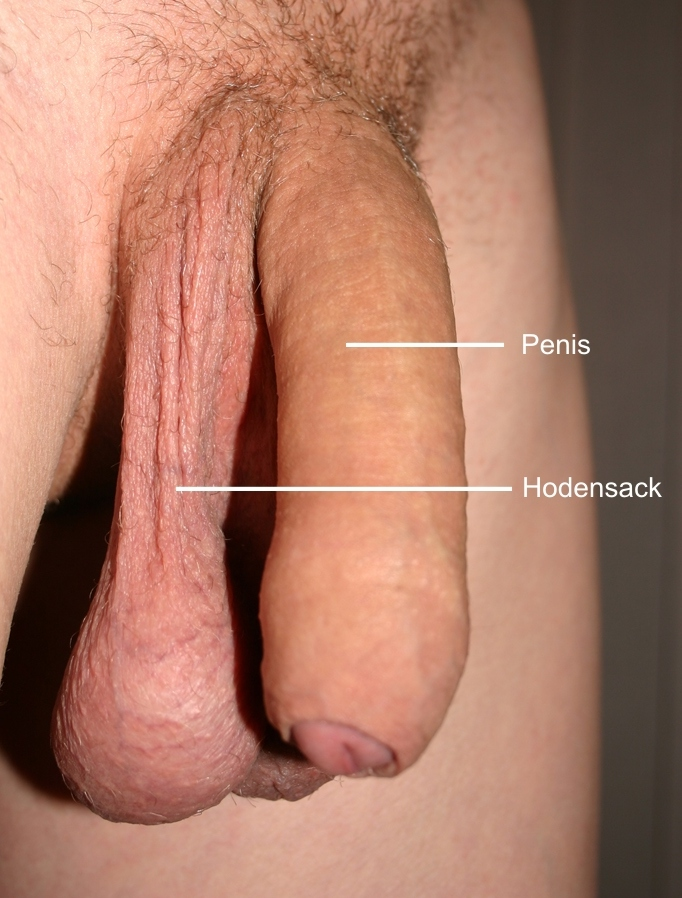
Penis des Menschen mit Hodensack

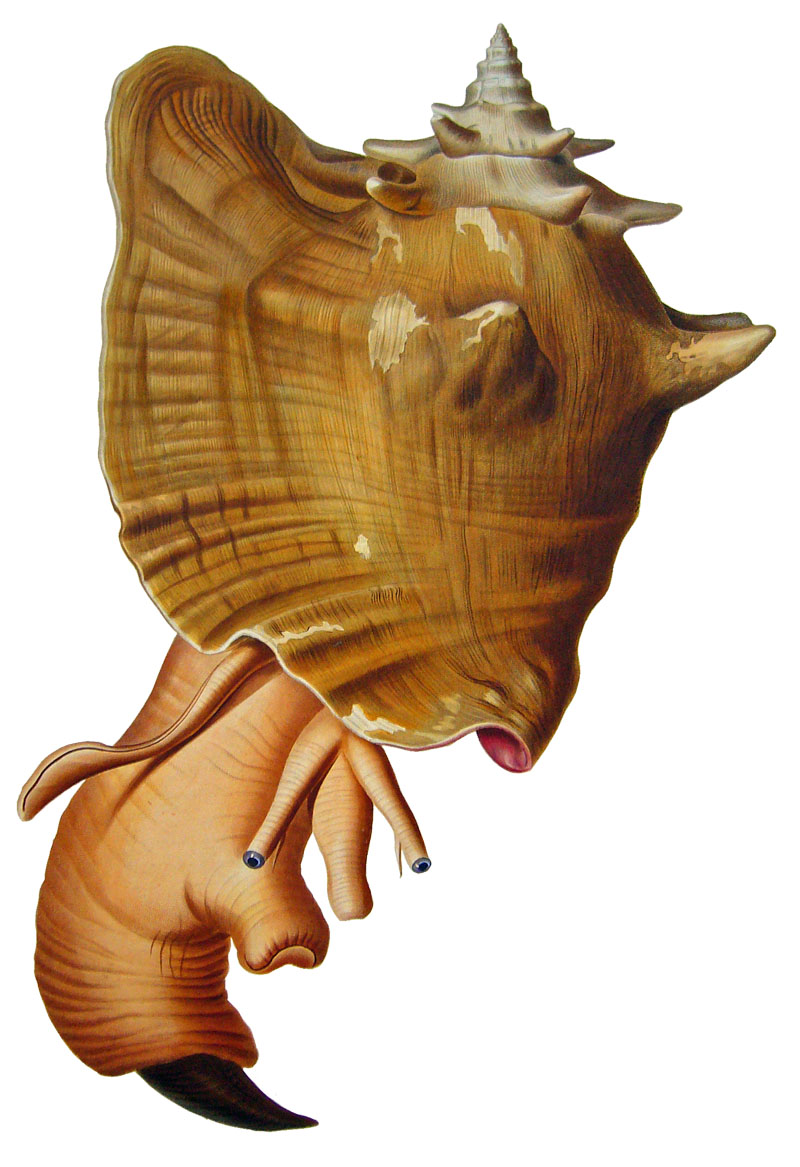
Männliche Große Fechterschnecke. Der Penis ragt links aus dem Haus hervor. Chenu, 1844

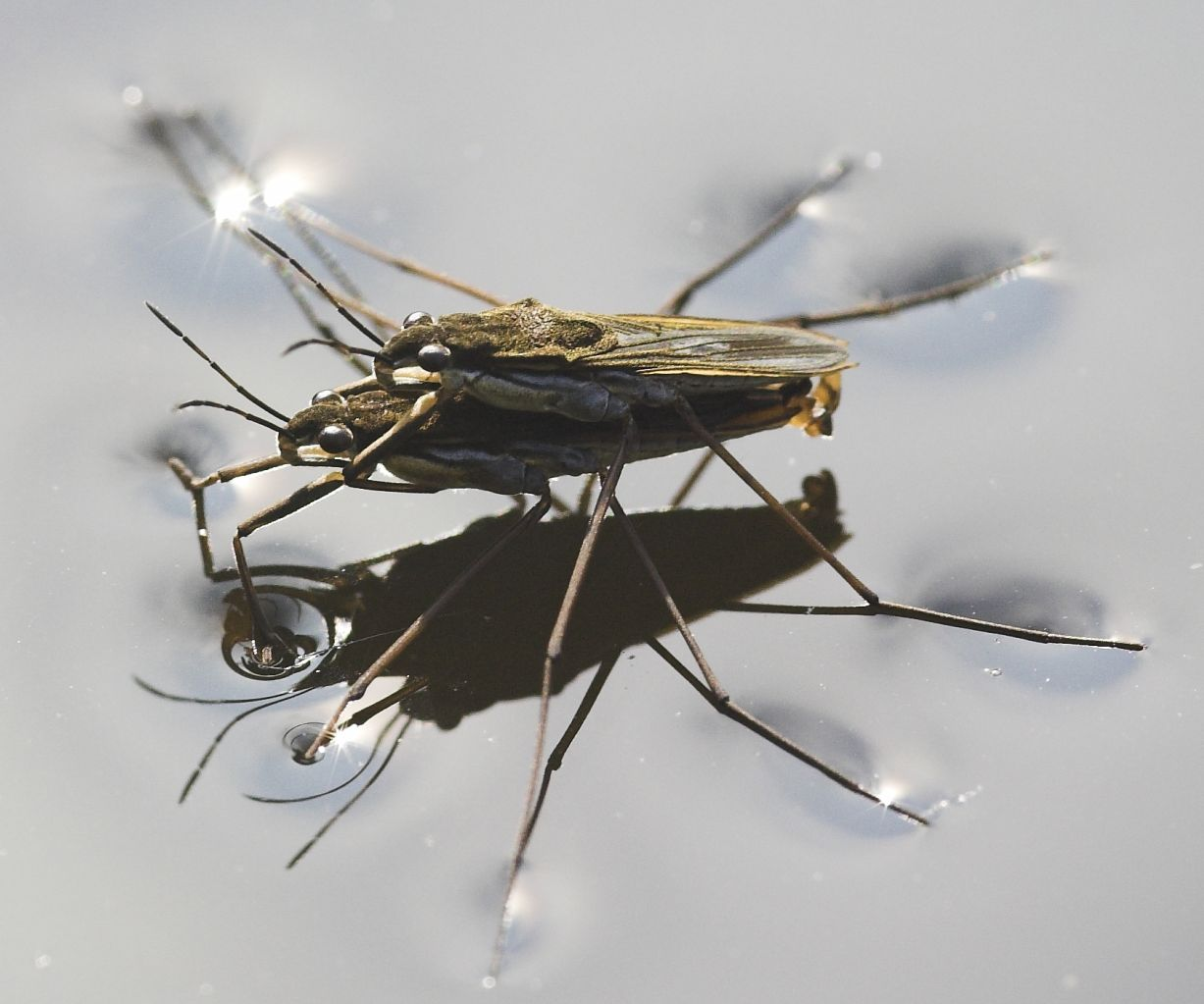
Wasserläufer bei der Paarung, Aedeagus deutlich erkennbar

Als Penis (Ausspracheⓘ, indogermanischer Wortstamm, lateinisch penis „Schwanz, männliches Glied“; vgl. griechisch πέος péos; Plural: Penes oder auch Penisse), fachsprachlich auch Membrum virile (männliches Glied), bezeichnet man das Begattungsorgan männlicher Tiere bei Arten mit einer inneren Befruchtung.

## Funktion
Der Penis dient zur Übertragung der Spermien in den weiblichen Geschlechtstrakt und bei Plazentatieren auch der Ausscheidung des Harns. Er ist vor allem bei landlebenden Tierarten sowie bei Sedimentbewohnern ausgebildet. Die Penes verschiedener Tiergruppen sind untereinander nicht homolog, sondern im Laufe der Evolution mehrfach unabhängig voneinander entstanden.
Der Penis des Menschen entspricht in seiner Anatomie und Funktion dem typisch aufgebauten Penis der Säugetiere. Als Phallus ist er in vielen Kulturen ein bedeutendes Fruchtbarkeitssymbol.

## Aufbau und Vorkommen
Der Penis stellt im Regelfall ein unpaares röhren- oder rinnenförmiges Organ dar, das als Verlängerung des Samenleiters dient. Im einfachsten Falle wird er von einem Schlauch gebildet, der als Körperanhang mit Hilfe des Körperinnendrucks ausgestülpt und in die Vagina des weiblichen Tieres eingeführt wird. Diese Form ist beispielsweise bei verschiedenen Plattwürmern und den Rädertierchen ausgebildet und wird dort als Cirrus bezeichnet.
Bei den Kratzwürmern, vielen Schnecken und Ringelwürmern und bei einigen Schlangen wird der Penis durch ein Stützgewebe sowie durch Hornsubstanz stabilisiert. Dieses cuticuläre Außenskelett versteift den Penis und bietet Ansatzstellen für Muskulatur, mit deren Hilfe der Penis vorgestreckt werden kann. Bei vielen Insekten und anderen Gliederfüßern, vor allem Krebstieren, wird der Penis dagegen als Röhre aus Chitin gebildet und kann teleskopartig ein- und ausgefahren werden. Dabei ist er durch weiche Zwischenhäutchen allerdings vergleichsweise flexibel. Bei ihnen wird der Penis auch als Aedeagus bezeichnet.
Bei den meisten Wirbeltieren, die einen geschlossenen Blutkreislauf besitzen, erfolgt die Ausstülpung des Penis dagegen nicht über Muskulatur, sondern mit Hilfe von speziellen Schwellkörpern, die aus Bindegewebe mit zahlreichen Hohlräumen bestehen. Bei ihnen werden die Schwellkörper mit Blut gefüllt und führen so zu einer Erektion des Penis. Diese Form der Peniserektion ist bei den Schildkröten, Krokodilen und dem Penis der Säugetiere ausgebildet, geht aber auch hier nicht auf einen gemeinsamen Ursprung zurück. Beim Penis der Vögel gibt es ebenfalls Schwellkörper, diese werden jedoch über Lymphe gefüllt.
Einen Sondertyp des Penis stellen die starren Injektionskanülen dar, die bei einigen Kiefermündchen und Strudelwürmern ausgebildet sind. Bei ihnen wird das Sperma nicht in die weibliche Geschlechtsöffnung, sondern an einer beliebigen Stelle in den Körper des Weibchens injiziert, eine sogenannte hypodermale Kopulation. Die Spermien gelangen dann über die Körperflüssigkeit zu den Eiern und befruchten diese.
Obwohl Penisbildungen in der Regel unpaar sind, gibt es auch einige Tiergruppen mit paarig vorhandenen Hemipenes (Halbpenisse). Dazu gehören unter den wirbellosen Tieren die Eintagsfliegen sowie unter den Wirbeltieren die Schuppenkriechtiere mit den beiden Hemipenes. Zur Stimulation und zum besseren Halt können Penisse bei vielen Säugetieren und auch bei Reptilien mit Hornschuppen und Widerhaken ausgestattet sein.